# ATP Firenze 1993
L'ATP Firenze 1993 è stato un torneo di tennis giocato sulla terra rossa. È stata la 21ª edizione dell'ATP Firenze che fa parte della categoria World Series nell'ambito dell'ATP Tour 1993. Si è giocato a Firenze in Italia dal 7 giugno al 13 giugno 1993.

## Campioni

### Singolare
Thomas Muster ha battuto in finale  Jordi Burillo con il punteggio di 6–1, 7–5

### Doppio
Tomás Carbonell /  Libor Pimek hanno battuto in finale  Mark Koevermans /  Greg Van Emburgh con il punteggio di 7–6, 2–6, 6–1